# Казахстанское агентство международного развития «KazAID»
Казахстанское агентство международного развития (каз.  Қазақстандық халықаралық даму агенттігі, KazAID) — государственное агентство Республики Казахстан, созданное Правительством Казахстана с целью реализации государственной политики в области официальной помощи в целях развития. KazAID является агентством по реализации официальной помощи развитию (ОПР), аналогичным таким организациям, как TIKA (Турция), KOICA (Южная Корея), CIDCA (Китай), JICA (Япония), USAID (США) и единственным национальным оператором ОПР в Центральной Азии.

## Создание
Агентство было создано 15 декабря 2020 года в соответствии с законом «Об официальной помощи развитию» от 10 декабря 2014 года. Агентство по оказанию помощи развивающимся странам, является единственным национальным оператором в сфере официальной помощи развитию (ОПР).  За последние 2 десятилетие  Казахстан выделил более 500 миллионов долларов на цели, схожие с ОПР. KazAID 
создан для того, чтобы  систематизировать и выбрать наиболее приоритетные направления гуманитарной помощи с учетом экономических возможности Казахстана.  Целями создания было содействие достижению правительственно поддерживаемых международных целей Казахстана, обеспечение национальной безопасности, содействие развитию государства-партнера и укрепление политических, экономических и культурных связей с ним, решение проблем регионов и проблемы бедности, решение вопросов, связанных с климатом и окружающей средой, а также содействие выполнению международных договоров и обязательств Казахстана в сфере официальной помощи в целях развития. В качестве географических приоритетов в вопросах официальной помощи развитию были выбраны Центральная Азия и Афганистан.

## Международное сотрудничество
ЮНИСЕФ и KazAID сотрудничают в области обеспечения качественного инклюзивного образования и цифрового обучения, борьбы с детской бедностью, смягчения последствий изменения климата и адаптации к ним. Кроме того, партнерство направлено на защиту прав детей, привлечение стран Центральной Азии к программам официальной помощи в целях развития, а также выполнение обязательств по достижению Целей устойчивого развития к 2030 году.
Агентство сотрудничает с USAID, Японским агентством международного сотрудничества, Немецким обществом международного сотрудничества, Корейским агентством международного сотрудничества, Словацким агентством международного развития и Чешским агентством развития.

## Помощь разным странам

### Кыргызстан
Агентство содействовало передаче гуманитарной помощи в виде 2000 тонн дизельного топлива по поручению президента Казахстана Касым-Жомарта Токаева после аварии на ТЭЦ в Бишкеке 5 мая 2024 года. Топливо было передано для обеспечения энергетических потребностей в сферах жизнедеятельности Бишкека, в том числе транспорта, сельского хозяйства и медицины. Для укрепления казахстанско-киргизских отношений при поддержке агентства Киргизским железным дорогам было передано 5 локомотивов для улучшения эффективности грузоперевозок.

### Таджикистан
Агентство поддерживает обучение таджикских специалистов в It-школах Казахстана. По словам президента Казахстана, это будет способствовать повышению квалификации специалистов в сфере информационных технологий обеих стран. Также агентство содействовало отправке гуманитарной помощи в Таджикистан стоимостью в 2,5 млрд тенге (5,65 млн долларов США), в рамках которой в Таджикистан было отправлено 14970 тонн мазута, 80 тонн дизельного топлива, 30 тонн дизельного масла, 325 тонн гречневой крупы, 47 тонн масла и 50000 банок молочных консерв.

### Афганистан
Агентство принимало активное участие в оказании гуманитарной помощи в афганской провинции Герат, пострадавшей от землетрясения, учрежденной по поручению президента Казахстана Касыма-Жомарта Токаева. В Афганистан были отправлены продукты питания, палатки, одежда и постельные принадлежности. Планируется отправить помощь Афганистану железной дорогой до станции Хайратон, расположенной в провинции Балх. За оказанную помощь Казахстану была выражена благодарность руководителем провинции Герат.

### Сьерра-Леоне
KazAID принимал активное участие при передаче компонентов электронного правительства к Сьерра-Леоне по грантовой помощи. Казахстанская сторона передала электронные сервисы «Витрина сервисов Smart Bridge», «Единая платформа интернет-ресурсов государственных органов» и информационно-аналитическую систему «Smart Data Ukimet».

### Турция
KazAID назначен оператором по строительству школы в Турецкой провинции Газиантеп, пострадавшей от землетрясений в 2023 году.